# アメリカ合衆国西海岸

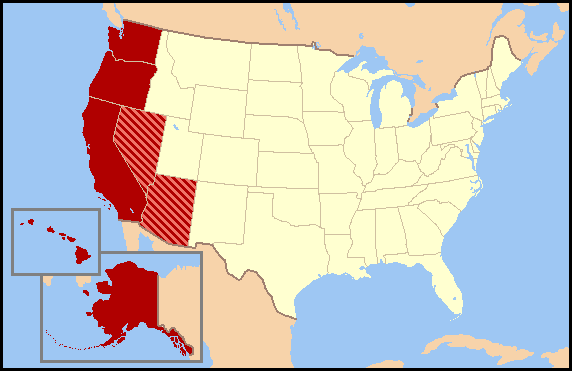
アメリカ西海岸の範囲。より広義には、斜線で示されているアリゾナ・ネバダ両州の一部ないし全部が含まれることもある。

アメリカ合衆国西海岸（アメリカがっしゅうこくにしかいがん、英語: West Coast of the United States of America）とは、アメリカ合衆国の中で太平洋に面した地域である。
狭義にはカリフォルニア州、オレゴン州、およびワシントン州の3州を指す。より広義には、西海岸に隣接し、経済的にも文化的にもつながりの強いアリゾナ州やネバダ州も西海岸に含まれることもある。さらに、本土48州ではないが、太平洋に面している州であるアラスカ州、および太平洋に囲まれているハワイ州が含められることもある。どこまでの範囲を含むかにもよるが、西海岸の人口は5000万人から6000万人にのぼる。ただし、そのうちの半分以上の約3500万人は、カリフォルニア州1州に集中している。
古くは、アメリカ合衆国北部の住民からは単に「海岸」（The Coast）と呼ばれた。もともとは、リチャード・ニクソン、ロナルド・レーガンなど、保守・右派の政治家を生んだ地域だったが、1960年代後半からリベラル化が進んだ。保守的な「南部、中西部」に比べてリベラル、左派の勢力が強い。

## 歴史
この地域の歴史はアメリカ合衆国の中でも新しく、西海岸の大部分の地域においては、住民が移入してくるようになったのは19世紀後半のゴールドラッシュの頃以降のことである。その後、この地域特有の乾燥を克服する灌漑技術の発展もあいまって、大規模な農地や、大規模な都市が発展していった。しかしその一方で、サンディエゴのオールド・タウンのような、スペイン植民地時代からの街もわずかながら存在している。

## 気候

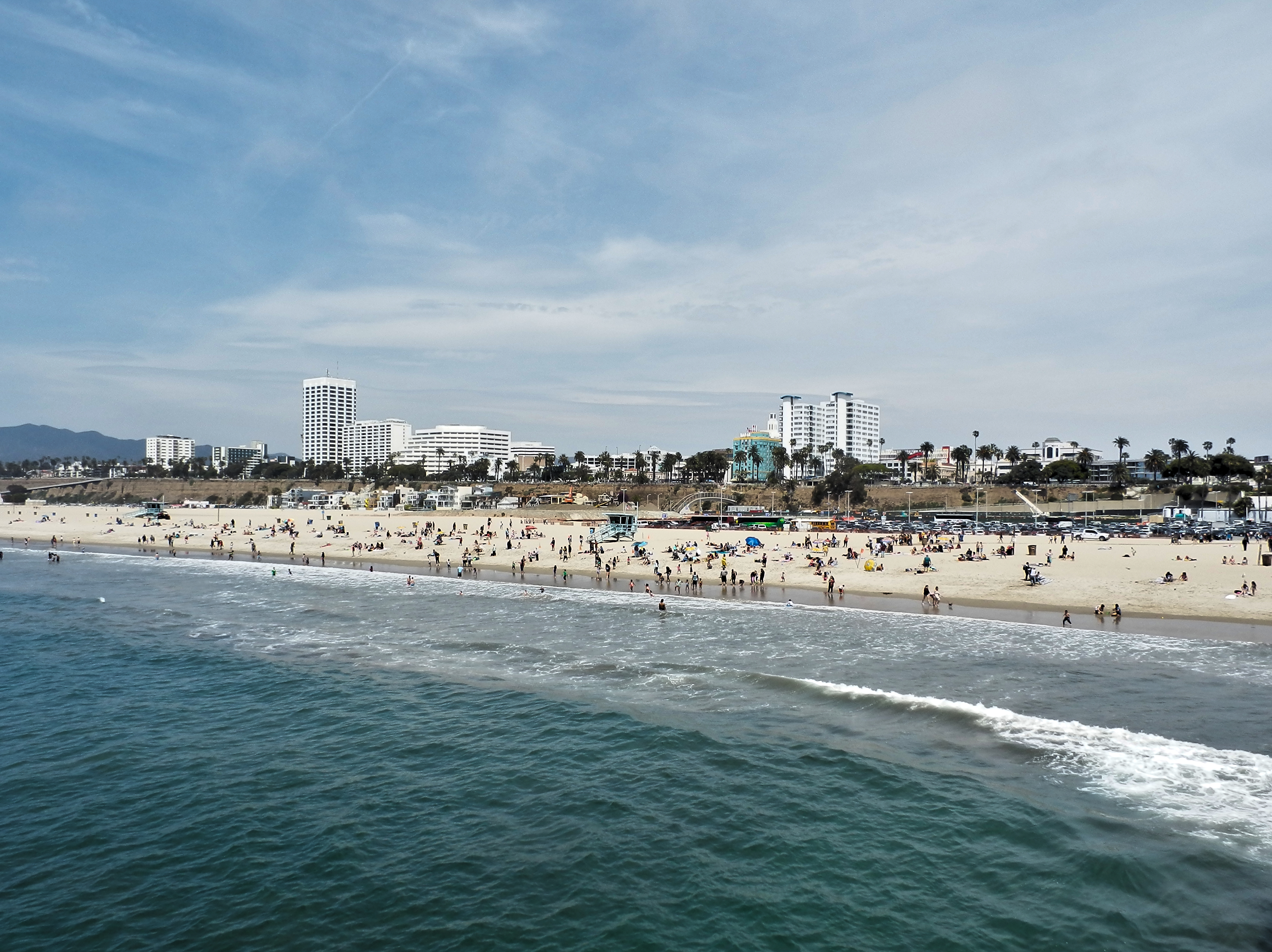
西海岸の代表的なビーチ、サンタモニカ

西海岸は概ね温暖な気候で、夏は総じて乾燥している。特にカリフォルニア州南部では冬季でも月平均気温が摂氏10度を上回る。カリフォルニア州北部やオレゴン州、ワシントン州ではカリフォルニア州南部に比べて冷涼ではあるものの、緯度の割には温暖である。例えばワシントン州最大の都市シアトルは北緯47度36分に位置し、日本最北端の市である稚内市よりも緯度が高いが、1月の月平均気温は摂氏5度である。ケッペンの気候区分では、北カリフォルニアからメキシコにかけての沿岸部は概ね地中海性気候（Cs）に属する。ほかの地域は海洋性気候に属している地域が多い。内陸部は沿岸部に比べて乾燥度が強く、リバーサイドなどカリフォルニア州の内陸部では、ステップ気候（BS）や砂漠気候（BW）に属する地域もある。これに対し、スポケーンなどワシントン州やオレゴン州の内陸部では、緯度と標高の高さゆえに乾燥限界が低く、冬季の降雪もあるためステップ気候の要件を満たさず、世界的にも珍しい高地地中海性気候（Ds）に属する場所がある。
これに対し、広義の西海岸に含まれる州の気候は、カリフォルニア・オレゴン・ワシントンの3州の気候とは大きく異なる。内陸州2州、ネバダ州とアリゾナ州は概ね砂漠気候に属する（アラスカ州は概ね亜寒帯湿潤気候（Dfc）や寒帯のツンドラ気候（ET）に属している）。
沿岸部の主な都市には、ロサンゼルスをはじめ、サンディエゴ、サンフランシスコ、シアトルなどが挙げられる。オレゴン州のポートランドは沿岸よりは少し内陸に入っているが、気候風土的には沿岸部とほぼ同じである。内陸部の主な都市としては、サクラメント、フレズノ、リバーサイド、スポケーンなどが挙げられる。アリゾナ州やネバダ州では、フェニックス、ツーソン、ラスベガスなどが代表的な都市として挙げられる。

## 文化
ロサンゼルス拡大大都市圏は、ハリウッドなどを含むことから、エンタメ産業に従事する人口が大きく、世界のクリエイティヴ産業の中心地と見られる場合もある。音楽では、グレイトフル・デッド、ジェファーソン・エアプレイン、サンタナ、スライ&ファミリー・ストーン、ウォー、タワー・オブ・パワーらが西海岸を中心に活躍した。